# Mieuxcé
Mieuxcé és un municipi francès situat al departament de l'Orne i a la regió de Normandia. L'any 2007 tenia 585 habitants.

## Demografia

### Població
El 2007 la població de fet de Mieuxcé era de 585 persones. Hi havia 219 famílies de les quals 27 eren unipersonals (27 dones vivint soles i 27 dones vivint soles), 98 parelles sense fills, 90 parelles amb fills i 4 famílies monoparentals amb fills.
La població ha evolucionat segons el següent gràfic:
Habitants censats

### Habitatges
El 2007 hi havia 246 habitatges, 224 eren l'habitatge principal de la família, 8 eren segones residències i 14 estaven desocupats. 245 eren cases i 1 era un apartament. Dels 224 habitatges principals, 195 estaven ocupats pels seus propietaris, 25 estaven llogats i ocupats pels llogaters i 4 estaven cedits a títol gratuït; 6 tenien dues cambres, 27 en tenien tres, 48 en tenien quatre i 143 en tenien cinc o més. 177 habitatges disposaven pel capbaix d'una plaça de pàrquing. A 71 habitatges hi havia un automòbil i a 145 n'hi havia dos o més.

### Piràmide de població
La piràmide de població per edats i sexe el 2009 era:
| Homes | Edats   | Dones |
| ----- | ------- | ----- |
| 0     | 95 o +  | 0     |
| 4     | 90 a 94 | 4     |
| 0     | 85 a 89 | 4     |
| 0     | 80 a 84 | 8     |
| 8     | 75 a 79 | 0     |
| 0     | 70 a 74 | 8     |
| 4     | 65 a 69 | 0     |
| 16    | 60 a 64 | 8     |
| 8     | 55 a 59 | 16    |
| 28    | 50 a 54 | 12    |
| 24    | 45 a 49 | 28    |
| 36    | 40 a 44 | 32    |
| 44    | 35 a 39 | 32    |
| 12    | 30 a 34 | 24    |
| 16    | 25 a 29 | 8     |
| 16    | 20 a 24 | 0     |
| 40    | 15 a 19 | 48    |
| 24    | 10 a 14 | 8     |
| 20    | 5 a 9   | 28    |
| 4     | 0 a 4   | 20    |

## Economia
El 2007 la població en edat de treballar era de 418 persones, 323 eren actives i 95 eren inactives. De les 323 persones actives 314 estaven ocupades (165 homes i 149 dones) i 10 estaven aturades (4 homes i 6 dones). De les 95 persones inactives 41 estaven jubilades, 30 estaven estudiant i 24 estaven classificades com a «altres inactius».

### Ingressos
El 2009 a Mieuxcé hi havia 228 unitats fiscals que integraven 611 persones, la mediana anual d'ingressos fiscals per persona era de 19.988 €.

### Activitats econòmiques
Dels 16 establiments que hi havia el 2007, 6 eren d'empreses de construcció, 3 d'empreses de comerç i reparació d'automòbils, 1 d'una empresa d'hostatgeria i restauració, 1 d'una empresa d'informació i comunicació, 1 d'una empresa financera, 2 d'empreses immobiliàries, 1 d'una entitat de l'administració pública i 1 d'una empresa classificada com a «altres activitats de serveis».
Dels 8 establiments de servei als particulars que hi havia el 2009, 1 era un guixaire pintor, 1 fusteria, 1 lampisteria, 2 electricistes, 1 perruqueria, 1 restaurant i 1 agència immobiliària.
L'any 2000 a Mieuxcé hi havia 10 explotacions agrícoles que ocupaven un total de 432 hectàrees.

## Poblacions més properes
El següent diagrama mostra les poblacions més properes.